# ديون لاسي
ديون لاسي (بالإنجليزية: Deon Lacey)‏ هو لاعب كرة القدم الكندية أمريكي، ولد في 18 يوليو 1990 في إنديانابوليس في الولايات المتحدة.

## وصلات خارجية
- ديون لاسي على موقع مرجع كرة القدم المحترفة.كوم (الإنجليزية)